# Sikambang
Sikambang is een bestuurslaag in het regentschap Purworejo van de provincie Midden-Java, Indonesië. Sikambang telt 750 inwoners (volkstelling 2010).